# Sarah Siegelaar
Sarah Siegelaar, nizozemska veslačica, * 4. oktober 1981, Amsterdam.
Na svetovnih prvenstvih je prvič nastopila na Svetovnem prvenstvu 2003 v Milanu, kjer je s četvercem brez krmarja osvojila srebrno medaljo. Z nizozemskim osmercem se je uvrstila na Poletne olimpijske igre 2004 v Atenah, kjer je čoln osvojil bron. Na Svetovnem prvenstvu 2007 je čoln osvojil sedmo mesto, kar je bilo po zmagi na tekmi Svetovnega pokala v Amsterdamu in dveh tretjih mestih na tekmah v Luzernu in Linzu, veliko razočaranje.
S soveslačicami Femke Dekker, Annemiek de Haan, Roline Repelaer van Driel, Nienke Kingma, Annemarieke van Rumpt, Marlies Smulders, Helen Tanger in krmarko Ester Workel se je Siegelaarjeva uvrstila na Poletne olimpijske igre 2008 v Pekingu, kjer je čoln osvojil srebrno olimpijsko kolajno..